# 黒川原駅
黒川原駅（くろかわばらえき）は、かつて愛知県渥美郡田原町（現・田原市）にあった名古屋鉄道渥美線の駅である。渥美線の終点であった。
かつてはさらに先の伊良湖岬方面へ延長計画があり、鉄道省による当駅 - 三河福江（現・田原市福江町）間の路盤工事まで完成していたが、太平洋戦争により工事は中止し、未成線となっている。計画ではさらに先の堀切（現・田原市堀切町）までの延長が予定されており、測量が行われていた。

## 歴史
- 1926年（大正15年）4月10日：三河田原 - 当駅間開業に伴い、渥美電鉄の駅として開設[1]。
- 1937年（昭和12年）10月9日：豊橋市渥美郡田原町 - 同郡福江町間鉄道起業廃止[2]。
- 1940年（昭和15年）9月1日：名古屋鉄道との合併により同社渥美線の駅となる。
- 1943年（昭和18年）：鉄道による糞尿輸送のため貯溜槽を建造[3]。
- 1944年（昭和19年）6月5日：他線区へのレール転用のため三河田原 - 当駅間が営業休止。休止期間は5年間[3][注釈 2]。
- 1954年（昭和29年）11月20日：渥美線三河田原 - 当駅間廃線により正式に廃止。

## 駅構造
片開きポイント式の2面2線千鳥式ホーム（本線と上り1番線）と、本線から片開きポイントで分岐した2面1線の貨物ホーム（コの字型の頭端式ホーム）を持つ、計3面3線の地上駅であった。旅客ホームには車止めがなく、駅西側の「陸橋」と呼ばれた築堤を潜ってしばらく先までは三河福江方面への線路が敷かれていた。
本線側のコの字ホームは駅前通りとの段差がなく、そのホーム上には駅舎、便所、貨物上屋があり、貨物ホームの先に糞尿貯溜槽があった。上り1番線側の片面ホームとは構内踏切で結ばれ、その先には待合室が設けられていた。

## その他
駅跡は現在の田原市大久保町。国道259号（田原街道）と愛知県道28号田原高松線との交差点（大久保南交差点）の西、約100 m付近と推測される。道路整備もあり、駅の痕跡はない。

## 隣の駅
名古屋鉄道
渥美線
加治駅 - 黒川原駅